# Trường cao đẳng Kacho
Trường cao đẳng Kacho  (華頂短期大学 Kachō tanki daigaku) là một trường tư dành cho nữ sinh ở Kyoto, Kyoto, Nhật Bản, được thành lập vào năm 1953.